# Grass: A Nation's Battle for Life
Grass: A Nation's Battle for Life is een Amerikaanse documentaire uit 1925. De film werd in 1997 toegevoegd aan het National Film Registry.
De film volgt de Bakhtiari uit Iran en hun trektocht met hun vee.